# Saccharum fallax
Saccharum fallax là một loài thực vật có hoa trong họ Hòa thảo. Loài này được Balansa miêu tả khoa học đầu tiên năm 1890.